# Jan Ritscher
Jan Ritscher (IMO: 9179828,  MMSI: 636092101, pozivni znak: A8WZ8), kontejnerski brod izgrađen 1999. godine u brodogradilištu Kvaerner Warnow-Werft GmbH, Njemačka, plovi trenutno pod liberijskom zastavom, a matična luk (registriran) mu je Monrovia. Vlasnik broda je Transeste Schiffahrt.
Dužina i širina broda su 208.28m × 29.8m; nosivost, 33 843 t., a maksimalna i prosječna brzina 8.4 / 7.2 čvorova.